# Стилвотер (Оклахома)
Стилвотер (енгл. Stillwater) град је у америчкој савезној држави Оклахома.

## Демографија
По попису из 2010. године број становника је 45.688, што је 6.623 (17,0%) становника више него 2000. године.
| Група             | 2000.          | 2010.          |
| Белци             | 31.745 (81,3%) | 35.170 (77,0%) |
| Афроамериканци    | 1.681 (4,3%)   | 2.152 (4,7%)   |
| Азијати           | 1.974 (5,1%)   | 2.539 (5,6%)   |
| Хиспаноамериканци | 976 (2,5%)     | 1.947 (4,3%)   |
| Укупно            | 39.065         | 45.688         |